# 費耶特縣 (肯塔基州)
費耶特縣（英語：Fayette County）是美国肯塔基州蓝草地区的一個縣，面積739.5平方公里。根據美国人口普查局2020年統計，共有人口32萬2,570人。縣治勒星頓（Lexington）。該縣成立於1780年5月1日，是該州最早成立的三個縣之一。縣名是紀念美國獨立戰爭英雄、法国大革命領導者拉斐德侯爵。1974年1月1日縣政府與勒星頓市政府合併。